# Eastern Basketball Alliance
La Eastern Basketball Alliance es una liga semi-profesional estadounidense de baloncesto masculino disputada en el invierno boreal. Los partidos son jugados los fines de semana y la temporada dura aproximadamente cuatro meses, desde enero hasta abril.

## Historia
La EBA fue creada en 1996 tras separarse de la Atlantic Basketball Association. En su primera temporada, la liga contaba con siete equipos. En 1997, la liga se expandió a diez equipos. En 1998, el primer comisionado de la liga EBA fue elegido. Entre 1999 y 2001, la EBA sumó la participación de cuatro equipos de la Atlantic Basketball Association, formando la United Basketball Alliance, pero en 2002 volvió a ser la EBA.

## Equipos

### Equipos actuales
| División  | Equipo                 | Ciudad                    | Estadio                                      |
| Norte     |                        |                           |                                              |
| --------- | ---------------------- | ------------------------- | -------------------------------------------- |
| Norte     | Columbia All-Stars     | Columbia, Maryland        |                                              |
| Norte     | Harrisburg Horizon     | Harrisburg, Pensilvania   | Rowland Academy                              |
| Norte     | Schuylkill Firedogs    | Philadelphia, Pensilvania | Simon Kramer Community and Recreation Center |
| Norte     | Western Maryland Elite | Hagerstown, Maryland      | Martin Luther King Jr. Center                |
| Norte     | York Mad Ants          | York, Pensilvania         | New Hope Academy                             |
| Viajantes | DMV Kings              | Baltimore, Maryland       |                                              |
| Viajantes | Marietta Tarantulas    | Marietta, Georgia         |                                              |
| Viajantes | MetroWest Ballas       | MetroWest, Massachusetts  |                                              |
| Viajantes | Maryland Bayraiders    | Gwynn Oak, Maryland       |                                              |

### Equipos que dejaron la liga EBA
| - Bad News Ballers - Beltway Bombers - Carolina Gladiators - Diamond City Playaz - Elmira Bulldogs - Garden State Rebels - Hudson Valley Hype - Lancaster Storm - Maryland Marvels | - Mercer Marauders - Metropolitan All-Stars - Morris Revolution - New Jersey Bullets - New York Blast - New York Wizards - North Jersey Lakers - Portsmouth Cavaliers - Scranton Blast | - South Jersey Enterprise - Springfield Slamm - The Destroyers - Tru Hope Trailblazers - Washington Madness - Washington Warriors - Westchester Dutchmen |

## Campeones
| Temporada | Campeón                                  | Subcampeón                | Resultado |
| --------- | ---------------------------------------- | ------------------------- | --------- |
| 1997      | Scranton Blast                           |                           |           |
| 1998      | Springfield Slamm                        |                           |           |
| 1999      | Lancaster Storm                          |                           |           |
| 2000      | Morris Revolution                        |                           |           |
| 2001      | Morris Revolution                        | New Philadelphia Firedogs | 90-80     |
| 2002      | Harrisburg Horizon                       | New Philadelphia Firedogs | 2-0       |
| 2003      | Harrisburg Horizon                       | no hubo playoffs          |           |
| 2004      | Harrisburg Horizon                       | no hubo playoffs          |           |
| 2005      | Harrisburg Horizon & Delaware Destroyers | no hubo playoffs          |           |
| 2006      | Harrisburg Horizon                       | Delaware Destroyers       |           |
| 2007      | Harrisburg Horizon & Delaware Destroyers | no hubo playoffs          |           |
| 2008      | Harrisburg Horizon                       | North Jersey Lakers       | 98-96     |
| 2009      | Delaware Destroyers                      | Elmira Bulldogs           | 115-103   |
| 2010      | Delaware Destroyers                      | Tru Hope Trailblazers     | 114-97    |
| 2011      | Metropolitan All-Stars                   | Maryland Marvels          | 118-98    |
| 2012      | Hudson Valley Hype                       | Metropolitan All-Stars    | 103-92    |
| 2013      | New York Wizards                         | Harrisburg Horizon        | 118-116   |
| 2014      | Harrisburg Horizon                       | York Might Ants           | 101-92    |
| 2015      | Harrisburg Horizon                       | York Might Ants           | 93-85     |